# Лахор (округ)
Лахор (урду ضلع لاہور‎, англ. Lahore District) — один из 36 округов пакистанской провинции Пенджаб. Площадь округа составляет 1,772 км². Согласно переписи населения 1998 года, численность округа — 6.318.745 человек, из них 81,17 % живут в городах. Это самый развитый округ провинции.

## Административное устройство
До административных реформ 2000 года, Лахор был частью одноимённой области. В последней редакции административного устройства Пакистана, обнародованной в 2001 году Лахор определён как Городской Округ и делится ещё на 9 городов. Каждый город состоит из нескольких союзных советов.